# Tierra (simulation informatique)

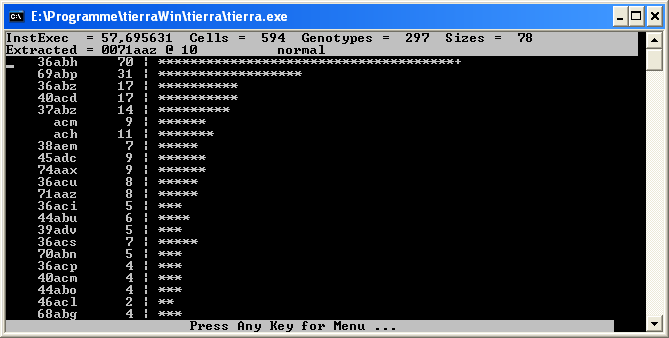
Copie d'écran de la simulation Tierra.

Tierra est une simulation informatique créée et développée par Thomas S. Ray pour l'étude de la vie artificielle.